# Guoudelisjaure (Arvidsjaurs socken, Lappland, 731251-163924)
Guoudelisjaure är en sjö i Arvidsjaurs kommun i Lappland och ingår i Byskeälvens huvudavrinningsområde. Sjön är 5,2 meter djup, har en yta på 0,276 kvadratkilometer och är belägen 406,1 meter över havet.

## Delavrinningsområde
Guoudelisjaure ingår i det delavrinningsområde (731299-163817) som SMHI kallar för Utloppet av Östra Järfojaur. Medelhöjden är 414 meter över havet och ytan är 22,3 kvadratkilometer. Räknas de 7 avrinningsområdena uppströms in blir den ackumulerade arean 190,29 kvadratkilometer. Avrinningsområdets utflöde Byskeälven mynnar i havet. Avrinningsområdet består mestadels av skog (73 procent). Avrinningsområdet har 4,09 kvadratkilometer vattenytor vilket ger det en sjöprocent på 18,3 procent.